# ケント＝ストラサーン公爵

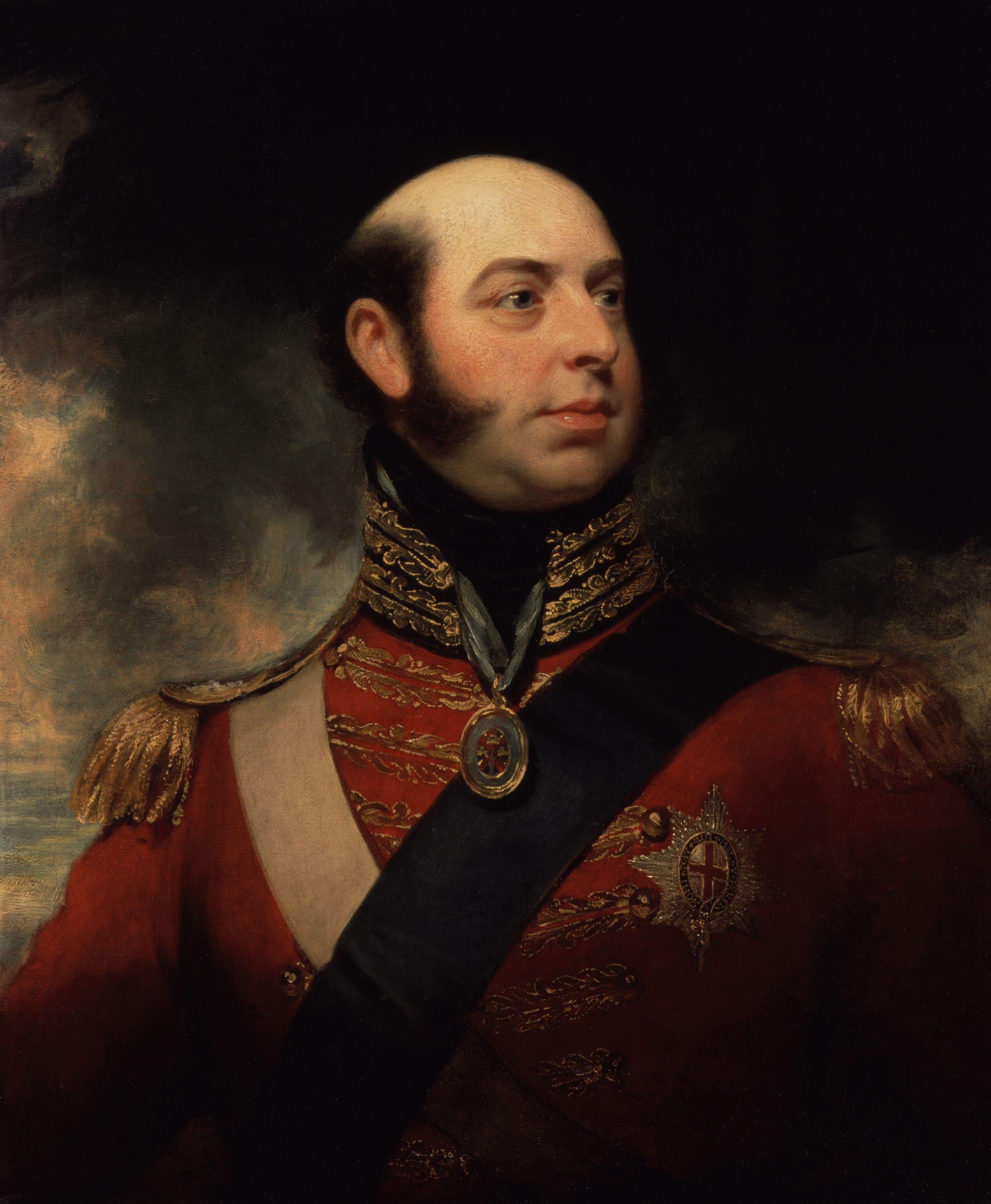
ケント＝ストラサーン公爵エドワード王子の肖像画、サー・ウィリアム・ビーチー作、1818年。

ケント＝ストラサーン公爵（ケント＝ストラサーンこうしゃく、英語: Duke of Kent and Strathearn）は、グレートブリテン貴族の伯爵位。

## 歴史
1799年4月23日、ジョージ3世(1738-1820)の四男エドワード王子(1767-1820)はアイルランド貴族であるダブリン伯爵とグレートブリテン貴族であるケント＝ストラサーン公爵に叙された。妻との間で娘ヴィクトリア(1819-1901)（後のヴィクトリア女王）をもうけたものの息子はおらず、1820年1月23日に病死すると爵位は廃絶した。

## ケント＝ストラサーン公爵（1799年）
- エドワード王子（1767年 – 1820年）